# Croacia en los Juegos Paralímpicos de Atlanta 1996
Croacia estuvo representada en los Juegos Paralímpicos de Atlanta 1996 por cinco deportistas, dos hombres y tres mujeres. El equipo paralímpico croata no obtuvo ninguna medalla en estos Juegos.